# Guido Pedroni
Guido Pedroni (Milano, 21 agosto 1883 – Milano, 6 febbraio 1964) è stato un calciatore italiano, di ruolo ala destra.

## Carriera
Nel maggio 1902 partecipa con i rossoneri al torneo calcistico del campionato nazionale di ginnastica. Dopo aver superato il L.R. Vicenza in semifinale, si aggiudica la vittoria ad ex aequo con l'Andrea Doria al termine della finale contro i genovesi, terminata a reti bianche, ed il titolo di campione d'Italia, la Coppa Forza e Coraggio e la Corona di Quercia.
Ottenne un posto da titolare fra i rossoneri nel 1904, segnalandosi per la sua agilità ed il suo scatto. Nel 1906 fu capocannoniere della formazione che vinse il secondo scudetto per i meneghini. A fine stagione dovette lasciare l'attività agonistica per dedicarsi alla distilleria di famiglia; il suo posto in squadra venne quindi preso dal fratello Vittorio.
I fratelli Pedroni riposano al Cimitero Monumentale di Milano, nell'edicola familiare.

## Statistiche

### Presenze e reti nei club
| Stagione  | Club   | Campionato | Campionato | Campionato | Campionato |
| Stagione  | Club   | Comp       | Pres       | Reti       |            |
| --------- | ------ | ---------- | ---------- | ---------- | ---------- |
| 1903-1904 | Milan  | PC         | 3          | 0          |            |
| 1904-1905 | Milan  | PC         | 2          | 0          |            |
| 1905-1906 | Milan  | PC         | 6          | 3          |            |
| Totale    | Totale | Totale     | 11         | 3          |            |

## Palmarès

### Calciatore

#### Club

##### Competizioni nazionali
- Campionato italiano: 1

Milan: 1906

##### Altre Competizioni
- Torneo FGNI: 4

Milan: 1902, 1904, 1905, 1906

#### Individuale
- Capocannoniere del campionato di calcio italiano: 1

1906 (3 gol)